# Aptera 2 Series
Der Aptera 2 Series oder Aptera war der Prototyp eines dreirädrigen und zweisitzigen Elektroautos und Niedrigenergiefahrzeugs des US-Unternehmens Aptera Motors.
Das Unternehmen ging Ende 2011 in die Insolvenz. Im Zuge dessen stieg die chinesische Firmengruppe Zhejiang Jonway Group im April 2012 in die Firma ein. Aptera Motors hat als ApteraUSA eine Firmenneugründung erfahren.
Das ungewöhnliche Design des Fahrzeugs wurde in einer Garage im kalifornischen Carlsbad von Steve Fambro entworfen. Der Verbrauch der Hybridversion lag bei umgerechnet zirka 0,78 Litern Benzin pro 100 Kilometern, bei einer Reichweite von 190 Kilometer.
Der Name wurde aus dem griechischen Aptera für „flügellos“ abgeleitet, um auf die Leichtbauweise und das Design hinzuweisen, das seine Inspiration aus den Konstruktionstechniken des Flugzeugbaues schöpft.

## Technik
Das Fahrzeug ist auf niedrigen Luftwiderstand optimiert, der cw-Wert liegt bei 0,15.
Es wiegt zudem nur 771 Kilogramm, hat jedoch für einen Zweisitzer eine ungewöhnlich breite Spur von 2,24 Meter. Die Länge beträgt 4,39 Meter, die Höhe nur 1,32 Meter. Wegen der nach oben öffnenden Flügeltüren ist ein Ausstieg auch möglich, wenn das Fahrzeug direkt neben einem anderen steht.

### Aptera 2e

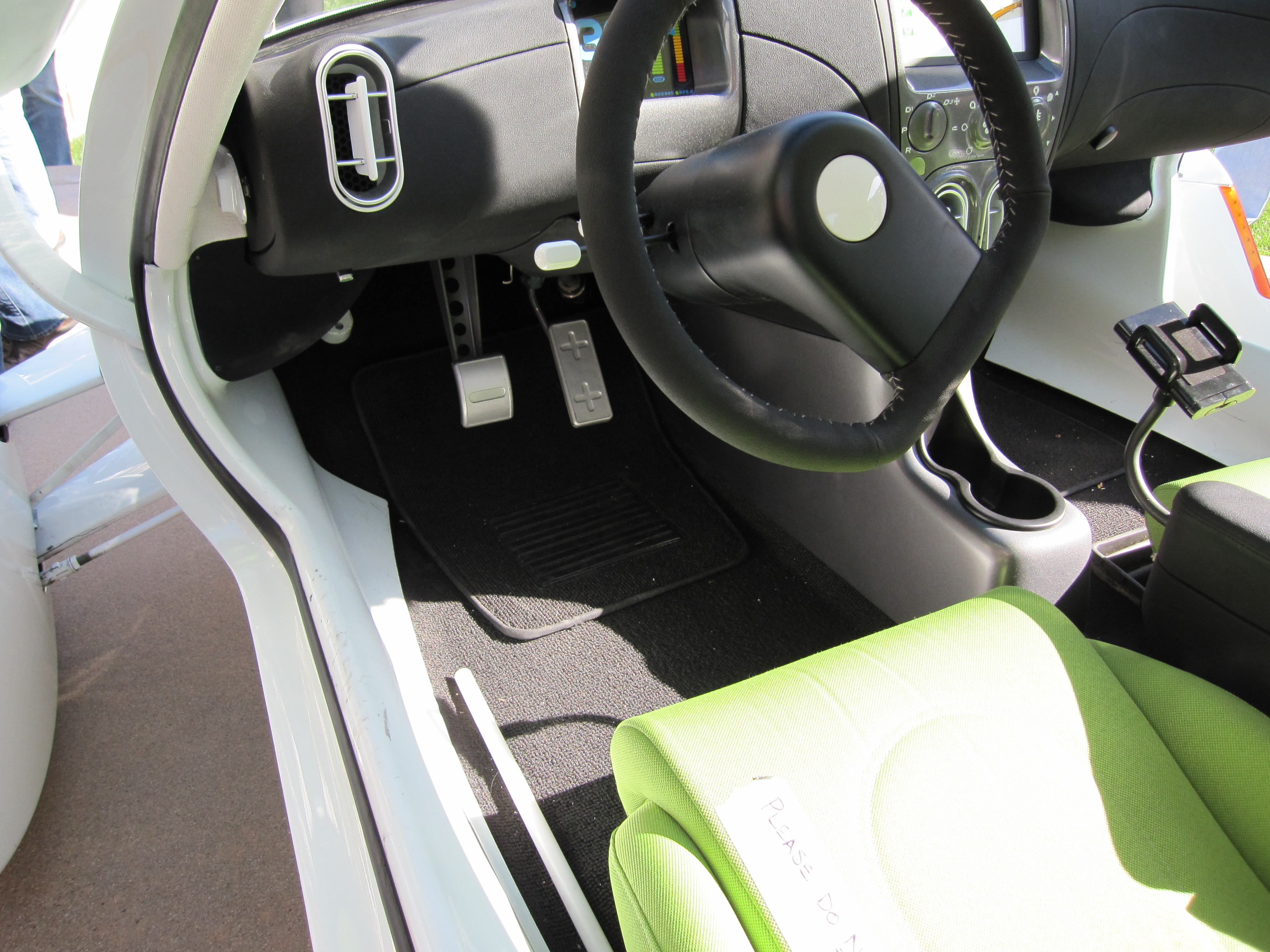
Innenansicht eines Aptera-2-Vorserienmodells

Der Aptera 2e ist ein Leichtelektromobil. Anders als die hinterradgetriebenen ersten Prototypen des dreirädrigen Aptera wird dieser über die beiden Vorderräder angetrieben.
Der Motor liefert ein Drehmoment von 149 Nm. Die Energie kommt aus Lithium-Ionen-Akkus, die mit einer Spannung von 360 Volt arbeiten. Die Kapazität der Akkus gibt der Hersteller modellabhängig mit 17–22 kWh an. Das ermöglicht Reichweiten von ca. 160 Kilometer mit einer Ladung.
Nach Werksangaben beschleunigt der Aptera 2e von Null auf 96 km/h (60 mph) in weniger als 10,0 Sekunden, als Höchstgeschwindigkeit wird 145 km/h angegeben. Die Ladezeit der Batterien an einem 110-Volt-Anschluss dauert acht Stunden, an einem 220-Volt-Anschluss vier.

### Aptera 2h
Das Modell Aptera 2h hat einen seriellen Hybridantrieb.

## Produktionsplan
Ziel war die Entwicklung eines Fahrzeuges mit einer Reichweite von 330 Meilen pro US-Gallone bei einem Preis von weniger als 20.000 US-Dollar. Es war geplant, dass das Fahrzeug sowohl in einer vollelektrischen Version (Aptera 2e) als auch einer hybriden Version (Aptera 2h) in einem Preisbereich zwischen 25.000 und 45.000 US-Dollar erhältlich sein sollte.
Aptera nahm vor Produktionsbeginn Vorbestellungen für Kalifornien entgegen. Nach Firmenangaben hatten 4.000 Kunden eine Anzahlung von 500 US-Dollar geleistet. Der Wagen sollte zuerst nur in Kalifornien vertrieben werden, ab Ende 2010 dann in den gesamten USA.
Im Zuge der Insolvenz von Aptera Motors (im Dezember 2011) kaufte die Zhejiang Jonway Group im April 2012 Teile des geistigen Eigentums der Aptera-2-Serie.
Die seit Juni 2013 davon unabhängig operierende Zaptera soll die Elektrovariante Aptera 2e in größerer Serienproduktion in China bauen, sobald der Markt dies gestattet.
Aptera Motors hat als ApteraUSA eine Firmenneugründung erfahren. Das Unternehmen will die Benzinversion Aptera 2g und die Elektroversion 2e in weitgehend handgemachter kleiner Serie in den USA produzieren. ApteraUSA sollte gemäß seinem CEO Richard Deringer die Produktion schwerpunktmäßig in Detroit und Santa Rosa verwirklichen, er wolle die Entwicklungen in China nicht abwarten. Durch die Produktion in den USA wurde eine deutliche Preissteigerung erwartet. War die ursprünglich vorgeplante chinesisch-amerikanische Herstellvariante des Aptera 2e mit ungefähr 30.000 Dollar pro Fahrzeug zu veranschlagen, so wurde nun mit Preisen zwischen 80.000 und 100.000 Dollar gerechnet.
Vorherigen Planungen zufolge sollten ein oder mehrere Modelle im ersten Quartal 2013 auf den Markt kommen. Dieser Plan wurde aufgrund des Einflusses der Zhejiang Jonway Group fallen gelassen.